# Ali Baba and the Forty Thieves
Ali Baba and the Forty Thieves é um filme de aventura estadunidense de 1944, dirigido por Arthur Lubin para a Universal Pictures. O roteiro deriva-se de conto do livro "As Mil e Uma Noites" mas traz mudanças ao incluir a Invasão mongol liderada por Hulagu Khan na Ásia. É um exemplar da série de aventuras "exóticas" produzidas pela Universal e estreladas por Maria Montez e Jon Hall durante o período da Segunda Guerra Mundial. Outros exemplares são Cobra Woman, Arabian Nights e White Savage.

## Elenco
- Maria Montez...Amara
- Jon Hall...Ali Babá
- Turhan Bey...Jamiel
- Andy Devine...Abdullah
- Kurt Katch...Hulagu Khan
- Frank Puglia...Príncipe Cassim
- Fortunio Bonanova...Babá Velho
- Moroni Olsen...Califa Hassan
- Ramsay Ames...Nalu
- Chris-Pin Martin...Ladrão gordo
- Scotty Beckett...Ali Babá criança
- Yvette Duguay...Amara criança
- Noel Cravat...capitão mongol

## Sinopse
A história começa com a conquista pelos mongóis de Bagdá por Hulagu Khan. O califa Hassan tenta fugir mas é traído pelo Príncipe Cassim e morto pelos mongóis. O filho do califa, Ali, escapa pelo deserto e encontra por acaso o esconderijo dos "Quarenta Ladrões", descobrindo o segredo das palavras mágicas para movimentar a porta da caverna ("Abre-te Sésamo/Fecha-te Sésamo"). Os bandidos chefiados pelo "Babá Velho" sabem que Ali é o filho do califa e aceitam a sua liderança para lutar contra os mongóis, com Ali passando a ser chamado de Ali Babá. Anos depois, o tirano mongol está para se casar com Amara, a filha do Príncipe Cassim. Ali Babá tenta raptar a moça e descobre que a conhecera quando criança, quando prometeram amor eterno um ao outro. Ele a deixa voltar para o palácio de Khan mas planeja um grande ataque ao ditador no dia do casamento dele.

## Produção
O papel de Jamiel era para ser interpretado por Sabu. Contudo, quando ele entrou para o Exército, o personagem ficou para Turhan Bey 